# Pediobius agaristae
Pediobius agaristae är en stekelart som först beskrevs av Peter Cameron 1912.
Pediobius agaristae ingår i släktet Pediobius och familjen finglanssteklar. Inga underarter finns listade i Catalogue of Life.